# Lasioglossum chloropus
Lasioglossum chloropus là một loài Hymenoptera trong họ Halictidae. Loài này được Morawitz mô tả khoa học năm 1894.